# تلمبه فتح‌آباد مهرابی
تلمبه فتح‌آباد مهرابی یک منطقهٔ مسکونی در ایران است که در دهستان زنگی‌آباد واقع شده‌است. تلمبه فتح‌آباد مهرابی ۲۲ نفر جمعیت دارد.